# Szokujące wyznanie
Szokujące wyznanie (tytuł oryg. Doing Time on Maple Drive) – amerykański film telewizyjny (dramat obyczajowy) z 1992 roku, napisany przez Jamesa Duffa i wyreżyserowany przez Kena Olina, z Williamem McNamarą obsadzonym w roli geja ukrywającego dotąd swoją orientację seksualną oraz Jamesem Sikkingiem i Bibi Besch jako jego rodzicami próbującymi pogodzić się z orientacją seksualną syna.

## Fabuła
Carterowie są na pozór idealną, choć w rzeczywistości dysfunkcjonalną rodziną. Ojciec i matka dążą do perfekcji i tego dążenia też wymagają od swoich dorosłych już dzieci, które z trudem usiłują sprostać ich oczekiwaniom. Przyjazd w odwiedziny do rodzinnego domu jednego z synów, Matta, zmienia wszystko, ponieważ młody mężczyzna − który wkrótce ma poślubić przyjaciółkę ze studiów − jest w rzeczywistości gejem.

## Obsada
- James Sikking − Phil Carter
- Bibi Besch − Lisa Carter
- William McNamara − Matt Carter
- Jayne Brook − Karen
- David Byron − Tom
- Jim Carrey − Tim Carter
- Lori Loughlin − Allison
- Bennett Cale − Kyle
- Philip Linton − Andy

## Nagrody i wyróżnienia
- 1992, Emmy Awards:
  - nominacja do nagrody Emmy w kategorii wybitne osiągnięcie indywidualne w pisaniu miniserialu lub filmu telewizyjnego (nagrodzony: James Duff)
  - nominacja do nagrody Emmy w kategorii wybitny film wyprodukowany dla telewizji (Paul Lussier)
  - nominacja do nagrody Emmy w kategorii wybitna aktorka drugoplanowa w miniserialu lub filmie telewizyjnym (Bibi Besch)